# Change (album Sugababes)
Change – szósty, studyjny album wydany przez brytyjskie, popowe trio muzyczne, Sugababes nakładem wytwórni Universal Music dnia 8 października 2007 w Wielkiej Brytanii i 22 października 2007 w Polsce. W dniu 14 października 2007 krążek zadebiutował na miejscu #1 brytyjskiego, oficjalnego notowania najlepiej sprzedających się albumów, tworząc Change drugim w historii longplayem girlsbandu, który objął szczyt wcześniej wspomnianego notowania.

## Historia
Na wiosnę i lato 2007 roku Sugababes powróciły do studia, aby rozpocząć nagrywanie materiału na ich piąty, studyjny album, natomiast pierwszy w całości stworzony z Amelle Berrabah. Na miejscu, dziewczętom pomagały takie sławy producenckie jak Dr. Luke, duńska grupa DEEKAY, Novel, czy znani z wcześniejszej współpracy z girlsbandem Xenomania, Dallas Austin i Jony Rockstar.
Pierwszy, oficjalny singel z krążka, zatytułowany „About You Now”, ukazał się w Wielkiej Brytanii w systemie digital download, dnia 24 września 2007 roku. Piosenka wyprodukowana przez Dr. Luke stała się szóstym singlem Sugababes który zajął pozycję #1 na UK Singles Chart.
Dwa inne utwory z albumu, tytułowy „Change” i „Denial”, zostały wydane jako dwa następne single. Magazyn AXM ogłosił, że album wydany zostanie w Stanach Zjednoczonych. 30 sierpnia 2007 grupa pojawiła się na uroczystości The Album Chart Show, aby premierowo zaprezentować na żywo utwory z krążka.

## Lista utworów

### CD: Island / 1747641 (UK)
| #   | Tytuł | Czas |
| --- | --- | ---- |
| 1.  | "About You Now" Twórcy: C. Dennis, L. Gottwald Producent: Dr. Luke                                                                           | 3:32 |
| 2.  | "Never Gonna Dance Again" Twórcy: K. Buchanan, H. Range, M. Cooper, B. Higgins, T. Powell, L. Cowling, N. Coler Producent: Xenomania         | 3:44 |
| 3.  | "Denial" Twórcy: K. Buchanan, H. Range, A. Berrabah, F. Turner, E. Malloy, V. Brown Producent: Flex Turner                                   | 3:30 |
| 4.  | "My Love Is Pink" Twórcy: K. Buchanan, H. Range, M. Cooper, B. Higgins, T. Powell, L. Cowling, N. Coler Producent: Xenomania                 | 3:43 |
| 5.  | "Change" Twórcy: L.H. Jensen, M.M. Larsen, N. Scarlett, H. Range, K. Buchanan, A. Berrabah Producent: DEEKAY                                 | 3:42 |
| 6.  | "Back When" Twórcy: D. Austin, G. White Producent: Dallas Austin                                                                             | 3:56 |
| 7.  | "Surprise (Goodbye)" Twórcy: C. Dennis, L. Gottwald Producent: Dr. Luke                                                                      | 3:05 |
| 8.  | "Back Down" Twórcy: A. 'Novel' Stevenson, T. Reyes, K. Buchanan, H. Range, A. Berrabah Producent: Novel                                      | 3:21 |
| 9.  | "Mended by You" Twórcy: H. Range, K. Buchanan, J. 'Rockstar' Lipsey, K. Poole, J. Shaw Producent: Jony Rockstar                              | 3:33 |
| 10. | "3 Spoons of Suga" [UK & AUS utwór bonusowy] Twórcy: H. Range, K. Buchanan, J. 'Rockstar' Lipsey, K. Poole, J. Shaw Producent: Jony Rockstar | 3:51 |
| 11. | "Open the Door" Twórcy: K. Buchanan, H. Range, C. Dennis, L. Gottwald Producent: Dr. Luke                                                    | 3:15 |
| 12. | "Undignified" Twórcy: T. Nichols, F. Turner, K. Buchanan, H. Range, A. Berrabah Producent: Flex Turner                                       | 3:45 |

## Sprzedaż i certyfikaty
| Lista sprzedaży (2007) | Sprzedaż                           | Pozycja | Sprzedaż całkowita | Certyfikat |
| ---------------------- | ---------------------------------- | ------- | ------------------ | ---------- |
| UK Albums Chart        | BPI/The Official UK Charts Company | 1       | 53 540             | Srebro     |
| Irlandia Albums Chart  | IRMA                               | 10      | 1,460              |            |
| Europa Albums Chart    | IFPI                               | 10      |                    |            |
| United World Chart     | Media Traffic                      | 32      | 55 000             |            |
| Polish Album Chat      | ZPAV                               | 41      | -                  |            |